# Pseudinium aschersonianum
Pseudinium aschersonianum är en orkidéart som först beskrevs av Christian Georg Brügger och Eduard Killias, och fick sitt nu gällande namn av Peter Francis Hunt. Pseudinium aschersonianum ingår i släktet Pseudinium och familjen orkidéer. Inga underarter finns listade i Catalogue of Life.